# 엘리멘탈
《엘리멘탈》(영어: Elemental)은 2023년 개봉한 미국의 로맨틱 코미디 애니메이션 영화로, 피터 손이 감독을 맡았다. 2023년 제76회 칸 영화제 폐막작이다.

## 줄거리
불의 원소 부부인 버니와 신더는 더 나은 삶을 살기 위해 엘리멘트 시티로 이주하지만, 다른 원소들의 혐오증에 시달린다. 딸 앰버가 태어난 후 그들은 그들의 전통을 대표하는 "푸른 불꽃"을 켜고 "파이어 플레이스"라는 식료품점을 시작한다.
몇 년 후, 버니는 딸이 불 같은 성격을 조절할 수 있게 되면 은퇴하고 그녀에게 가계를 물려줄 계획이다. 어느 날 버니가 앰버에게 가게를 스스로 운영하도록 허락하자, 얼마 후 가계를 운영하던 앰버는 화를 참지 못해 가계 지하실에서 폭발하고 만다. 그녀의 폭발은 수도관을 깨지게 만들고, 지하실에는 물이 찬다. 이때 수도관에서 웨이드라는 물의 원소가 나온다. 하필이면 시청 조사관이었던 웨이드는 가계 이곳저곳에서 불법공사의 흔적을 발견하고, 시청으로 가서 그의 고용주인 게일에게 위반 보고서를 보낸다.
다음날, 웨이드는 엠버를 사이클론 경기장으로 데려와 게일에게 아버지의 가계가 폐쇄되는 것을 막도록 설득하게 도와준다. 웨이드는 엠버에게 가게에 도착하기 전에 도시 운하의 누수원인을 조사하고 있다며 언급하고 게일에게 그와 엠버가 상점에서 누출의 원인을 추적할 수 있다고 제안한다. 게일은 누출을 추적하고 이를 막을 수만 있다면 위반 사항이 용서될 것이라고 말한다. 운하를 수색하던 중 웨이드와 엠버는 선박의 파도 유출 때문에 댐의 일부가 부서진 것을 발견하고 함께 모래주머니로 구멍을 막는다. 웨이드와 엠버는 도시에서 함께 시간을 보내며 서로에 대해 더 많이 알아간다. 하지만 댐의 구멍을 막아주던 모래주머니는 오래 견디지 못한다. 이에 엠버와 웨이드는 해변에서 만나 해결 방법을 고민한다. 그러던 중 앰버의 불꽃이 모래를 유리로 바꾸어 예쁜 유리구슬이 만들어지고, 앰버는 같은 방법을 이용해 댐의 구멍을 막고 있던 모래주머니를 녹여서 유리벽으로 바꾸어놓는다. 웨이드는 이에 감탄하며 내일 게일에게서 결과가 오는 대로 꼭 알려주겠다고 말한다.
다음날 밤이 되자 엠버는 게일에게서 결과가 왔는지 알아보기 위해 웨이드를 찾아간다. 엠버는 고급 아파트에 있는 웨이드의 가족을 방문한 와중에 그녀의 불을 사용하여 깨진 유리 주전자를 고쳐 웨이드의 어머니에게 깊은 인상을 준다. 웨이드의 어머니는 엠버에게 유리 제조 인턴십을 추천한다. 저녁 여흥으로 "울음참기 게임"을 하면서 웨이드는 엠버에 대한 감정이 있음을 인정하여 엠버를 울게 만든다. 게일은 웨이드에게 전화를 걸어 엠버의 유리 방수막을 승인했음을 알리고, 이로써 "파이어 플레이스"는 페쇄 위기에서 벗어난다. 그러나 엠버는 자신이 매장을 물려받고 싶지 않다는 것을 깨닫는다.
버니는 은퇴하고 파이어 플레이스를 엠버에게 넘겨주겠다는 의사를 밝힌다. 다음날 저녁, 웨이드는 엠버가 어린 시절 볼 수 없었던 비비스테리아 꽃을 보여주기 위해 엠버를 가든 센트럴역으로 데려간다. 현재 역은 물에 잠긴 상태이기 때문에 게일이 안전을 위해 엠버에게 기포를 제공하고, 기포 안에 들어가 웨이드의 안내 속에 물속의 역을 이동한 엠버는 꽃을 보게 된다.
그 후 웨이드와 엠버는 서로에게 해를 끼치지 않고 만질 수 있다는 것을 깨닫고 춤을 추지만, 엠버는 파이어 플레이스에 대한 자신의 의무와 물의 원소에 대한 가족의 편견을 기억하고 웨이드와 헤어진다. 엠버가 파이어 플레이스를 물려받는 자리에 나타난 웨이드는 그녀에 대한 사랑을 선언하는 동시에 실수로 그녀가 파이프를 부러뜨렸다는 사실을 밝힌다. 실망한 버니는 엠버에게 가게를 물려주기를 거부하고 은퇴를 포기한다. 엠버는 웨이드를 거부하지만, 신더는 진지한 애정을 감지한다.
얼마 지나지 않아 댐의 새 봉인이 부서지고 파이어타운이 범람한다. 우여곡절 끝에 "푸른 불꽃"을 지켜낸 후 엠버와 웨이드는 파이어 플레이스의 방에 갇히고, 웨이드는 밀폐된 한증막에서 증발하게 된다. 홍수가 잦아들자 슬픔에 잠긴 엠버는 버니에게 파이어 플레이스를 운영하고 싶지 않다고 고백하고 웨이드에 대한 사랑을 표현한다. 웨이드가 돌 천장에 스며든 것을 깨달은 엠버는 웨이드를 울게 만들어 원래의 모습으로 되돌린다. 엠버와 웨이드는 포옹하고 키스를 나눈다.
몇 달 후, 이제 커플이 된 웨이드와 엠버는 엘리멘트 시티를 떠나 엠버가 유리 제조를 공부하고 함께 세계를 여행하게 되며 영화가 끝난다.

## 성우진
| 배역            | 영어 성우                                          | 한국어 성우 |
| --------------- | -------------------------------------------------- | ----------- |
| 앰버 루멘       | 리아 루이스 클래라 린 딩(유아기) 레이건 토(청년기) | 정유정      |
| 웨이드 리플     | 마머두 아체이                                      | 박성영      |
| 버니 루멘       | 로니 델카르멘                                      | 이장원      |
| 신더 루멘       | 실라 오미                                          | 전숙경      |
| 게일 큐멀러스   | 웬디 매클렌던커비                                  | 임주현      |
| 브룩 리플       | 캐서린 오하라                                      | 김현심      |
| 클로드          | 메이슨 워트하이머                                  | 이준우      |
| 헤롤드          | 로노버 라히리                                      | 황창영      |
| 플라리에타      | 윌마 보넷                                          | 오인실      |
| 펀 그라우치우드 | 조 페라                                            | 소정환      |
| 앨런 리플       | 맷 양 킹                                           | 정의택      |
| 러츠            | 맷 양 킹                                           | 김현수      |
| 흙남            | 없음                                               | 임혁        |
| 어린 엠버       | 없음                                               | 정예슬      |
| 초등학생 엠버   | 없음                                               | 정예슬      |
| 안경남          | 없음                                               | 황창영      |
| 우드            | 벤 모리스                                          | 임혁        |
| 플레리          | 조나단 아담스                                      | 김현수      |
| 택배 배달원     | 알렉스 캡                                          | 김예림      |
| 마른잎남        | 없음                                               | 황창영      |
| 도어맨          | P.L.브라운                                         | 황창영      |
| 마르코          | 오나노비 에카키티                                  | 박진우      |
| 폴로            | 오나노비 에카키티                                  | 박진우      |

## 음악
2023년 2월 7일, 토머스 뉴먼이 엘리멘탈 영화의 사운드 트랙을 작곡하는 것으로 확인되었다. 이 영화는 니모를 찾아서 (2003), 월-E (2008), 도리를 찾아서 (2016)에 이어 뉴먼이 스튜디오와 네 번째 콜라보레이션이자 앤드루 스탠턴 감독 작품이 아닌 곳에 뉴먼이 참여하는 첫 번째 픽사 영화이다. 라우브는 영화 개봉 2주 전인 2023년 6월 2일에 싱글로 발매된 엠버와 웨이드의 데이트 동안 재생되는 "Steal the Show"과 영화의 엔딩 크레딧을 불렀다.

## 제공
- 수입/배급 : 월트디즈니컴퍼니코리아 유한책임회사
- 제작 : 월트 디즈니 픽처스/픽사 애니메이션 스튜디오

## 관련 논문
- 권두현, 〈아시안아메리칸의 분노와 사랑: 〈비프〉와 〈엘리멘탈〉, 초국적 감정 산업의 정동 경제〉, 《동방학지》 205, 연세대학교 국학연구원, 2023년
- 이경은, 〈애니메이션의 자연물 캐릭터라이징 연구: 〈엘리멘탈〉 ‘물’의 상상력을 중심으로〉, 《애니메이션연구》 20-2, 한국애니메이션학회, 2024년